# Schmitto Kling

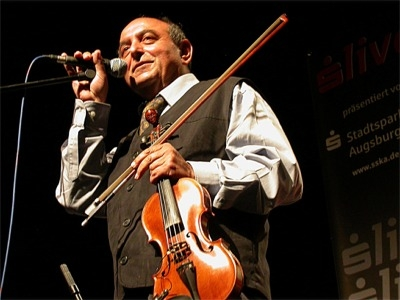
Schmitto Kling, 2009

Siegfried „Schmitto“ Kling (* 15. August 1946 in Bad Mergentheim; † 23. Dezember 2018 in Haßloch) war ein deutscher Geigenbauer, Jazzviolinist, Komponist und Interpret. Er war ein Sinto. Seine Musik wird als Zigeunerjazz kategorisiert.

## Leben
Von seinem Vater – ebenfalls Geigenbauer und Violinist – erlernte er sowohl das Geigenspiel als auch das Handwerk. Schon im Alter von sechs Jahren konnte er die ersten Melodien spielen. Schnuckenack Reinhardt war mit seiner Schwester verheiratet, mit dem es zu ersten Auftritten im Kreise der Familie kam. 
1971 gründete er sein eigenes Ensemble Hot Club the Zigan, mit dem er öffentlich in Deutschland und Frankreich auftrat. Seit Ende der 1970er Jahre wurde er mehrfach zu Schallplattenaufnahmen mit anderen Künstlern, wie zum Beispiel von Hannes Beckmann, eingeladen. 1979 spielte er bei Biréli Lagrènes Aufnahme Routes to Django (jazzpoint.de) – Live at the Krokodil mit, 1992 auf der Platte 10 Ans von Lydie Auvray.
Ab 1984 legte er eigene Schallplattenaufnahmen vor. Mit Meggi Patay (Sologitarre), Banschi Lehmann (Kontrabass), Guggeli Wagner (Rhythmusgitarre) und Holzmanno Winterstein (Rhythmusgitarre und Piano) bildete er den Hot Club the Zigan und nahm er in der Folge drei Alben auf. Mit dieser Formation spielte er auch beim Midsummer Festival in Minnesota, USA. In den folgenden Jahren änderte sich die Besetzung um ihn mehrmals. Heute sind Helmut Weis (Piano), Jani Lehmann (Kontrabass), Forello Reinhardt (Gitarre) und Mirano Kling (Gitarre) in seinem Ensemble vertreten. Weis, Lehmann und Reinhardt spielten auch im späten Schnuckenack-Reinhardt-Quintett. 
Er lebte in Haßloch in der Pfalz und betrieb eine Geigenbauer-Werkstatt in Neustadt an der Weinstraße.

## Auszeichnungen
1991 wurde er durch Gouverneur Rudy Perpich zum Ehrenbürger von Minnesota ernannt.

## Diskografie (Auswahl)
- 1978: Hannes Beckmann, Nipso Brantner, Schmitto Kling, Zipflo Reinhardt The Gipsy Jazz Violin Summit (MPS, mit Otto Weiß, Gary Todd, Charly Antolini)
- 1979: Bireli Lagrene – Routes to Django (jazzpoint)
- 1984: Hot Club the Zigan – Alone Together (Aurophon)
- 1982: Hot Club the Zigan – Adagio (Aurophon)
- 1991: Hot Club the Zigan – Witchcraft (Aurophon)
- 1997: Gerhard Rosenfeld – Requiem für Kaza Katharina (Thorofon)
- 2009: Hot Club de Zigan – Sunrise Sunset